# Гурьев, Михаил Гурьевич
Михаи́л Гу́рьевич Гу́рьев — ярославский купец XVII века. Известен как основатель крепости в нижнем течении реки Яик (ныне город Атырау, Казахстан).

## Биография
Михаил Гурьевич Гурьев происходил из богатой семьи ярославских купцов Гурьевых, возвысившихся в период Смутного времени и первых лет царствования Михаила Фёдоровича. Основоположником купеческой династии был отец Михаила Гурий Назаров, а его дядя по имени Дружина принимал участие в войне на стороне правительства, сражаясь против Адама Сапеги и тушинцов под Переславлем, Ростовом и Ярославлем.
После окончания Смутного времени и восстановления центролизованного русского государства Михаил Гурьев принимал руководил многими торговыми операциями семьи в Архангельске («у таможенных пошлинных сборов»), на Денежном дворе в Москве («у денежного дела и у ефимочной покупки»), в Нижнем Новгороде в Астрахани («у икряных промыслов и у хлебной покупки и у хлебных же и у бусных отпусков»).
Особое влияние оказала деятельность Михаила Гурьева на русскую экспансию на Нижней Волге и на Каспии, где у семьи были обширные рыболовные промыслы. Для работы Гурьевы массово переселяли русских людей с Верхней Волги, усиливая таким образом русское присутствие в регионе и способствуя его промышленному развитию. Михаил «возил с Руси» мастеровых людей «наймуя великою дорогою ценою, втрое, вчетверо», а также привлекал к участию в своём предприятии «наёмных татаров». Для защиты собственных интересов от «калмыцких разорений» и от «воровских казаков» в 1640 году Михаилом с братьями была основана крепость в устье реки Яик.

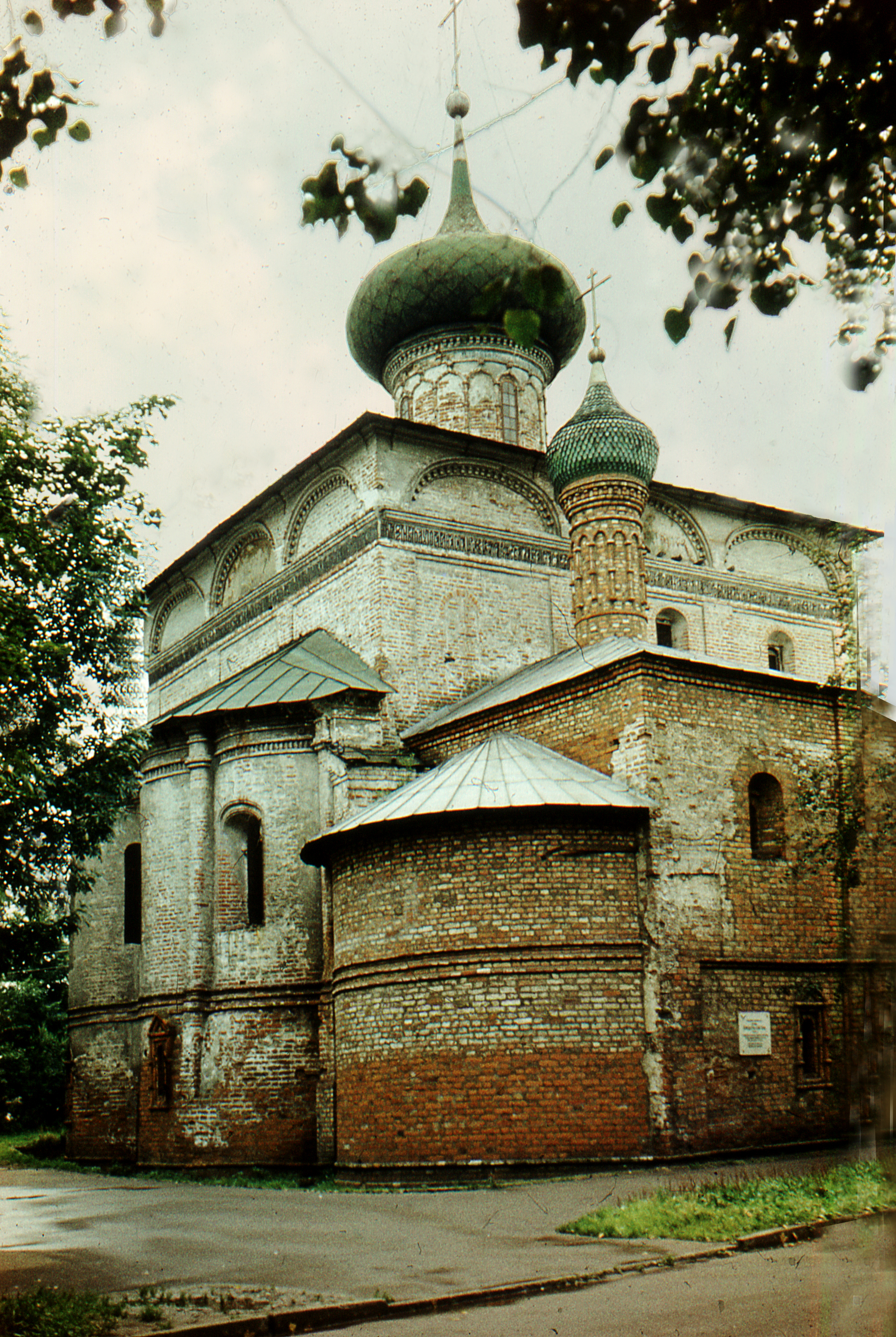
Ярославская церковь, построенная купцами Гурьевыми в 1636—1644 годах на берегу Волги. В высоком подклете Гурьевы хранили привезённые по Волге товары.

Поскольку у центрального правительства не хватало сил и средств для борьбы с разбойниками на дальних окраинах государства, оно охотно предоставило Гурьеву право не только заниматься промыслами, но и организовывать за свой счёт вооружённый отпор «от калмыцких и казачьих погромов». Поскольку на месте не хватало леса для строительства города, по Волге был доставлен «деревянный город из верховых городов в Михайловых во многих судех, а из Астрахани в других, морских судех в Михайловых отвезен здорово ж».
10 (20) июля 1646 за постройку Яицкого городка Михаил Гурьевич Гурьев был пожалован царём Михаилом Фёдоровичем в корпорацию гостей; в записи Печатного приказа от этой даты говорится: 
за службу, что он вновь завел и построил на Яике реке город и учуг, и от того нового заводу Яицкого учуга в государеву казну учинилась денежной казне в откупу и в пошлинах во всех городех прибыль многая, а воровским казаком для того Яицкого города на Яике и на Волге и на море для воровства стало жить и в Яик и из Яика проезжать нельзя, и шаховым людем от воровских казаков проезжать бесстрашно. И за тое ево службу велено ему быти гостем.
Построенная Михаилом Гурьевым крепость оказалась объектом постоянных нападений со стороны казаков и калмыков, поскольку перекрывала бывший до того свободным вход в реку Яик. Многократно казаки «скопясь на Дону», предпринимали экспедиции «чтобы им Яицкий деревянный городок и учуг взять и разорить и чтобы им попрежнему Яиком владеть для воровства». Так, в 1661 году он был «до конца» разорён атаманом Паршиком с 700 казаками. Дополнительно для Гурьева ситуация осложнялась тем, что казаки пользовались поддержкой местного населения, чему частично способствовало и то, что Гурьевы были «грубны и всем низовым людям». Так, по уверениям самого Михаила, в Астрахани была предпринята попытка убить его, а также его брата Андрея.
После разорения деревянного городка Михаил Гурьев получил от правительства предложение построить каменную крепость. В помощь купцу было велено «послать из астраханских и из московских изо всех стрельцов выбирать по 600 человек, кои б умели делать каменному и кузнечному делу для Яицкого каменного городового строения». Хронология строительства каменной крепости до конца не ясна: по одним данным это произошло в 1660—1661 годах, по другим — в 1666—1667 годах. Как бы то ни было, Михаил Гурьев получил от правительства освобождение от налогов на сумму 11 000 рублей, однако по его собственным словам, строительство обошлось ему в 200 000 российских рублей, причём он не получил никакой помощи со стороны правительства. По словам самого́ Михаила, «А на строение тех двух деревянного и каменного городов из казны великого государя […] не дано ни единые деньги […] Никто нигде ни малые помоги не подавал […] Все то строил один Михайл о своим статком и промыслом своим и одолжал великими долгами». Строительство города привело к разорению Гурьевых, и «взят тот город и со все учужным промыслом и с заводами в Большой Дворец».
Дальнейшая судьба Михаила Гурьева неизвестна.

## Память
С 1734 по 1991 год основанный Михаилом Гурьевым город назывался Гурьев, ныне Атырау.